# 斯坎迪亞鎮區 (堪薩斯州)
斯坎迪亞鎮區（英語：Scandia Township）為美國堪薩斯州里帕布利克縣轄下的鎮區。2010年美国人口普查中此鎮區人口有468人。

## 歷史
斯坎迪亞鎮區設立於1871年。鎮區名稱以來自斯堪地那維亞半島的開拓者為名。

## 地理
斯坎迪亞鎮區涵蓋總面積為93.2平方（35.97平方英里），其中陸地面積為92.3平方（35.63平方英里），水域面積為0.88平方（0.34平方英里）或0.95%。海拔高度435（1,427英尺）。

## 人口統計
根據2010年美國人口普查，斯坎迪亞鎮區人口有468人，其中男性有218人，女性有250人，人口密度為每平方公里5.03人，住房計268戶。鎮區內的白人有462人，非裔美國人有2人，美洲原住民有2人，亞裔美國人有0人，太平洋島裔美國人有0人，其他種族有0人，混血種族則有2人。此外鎮區內有6人為西班牙裔或拉丁裔美國人。此鎮區之年齡中位數為48.7歲，而男性年齡中位數為47.5歲，女性年齡中位數為49.3歲。

## 交通

### 主要公路
- 36號美國國道